# Municipio de Morgan (Dakota del Norte)
El municipio de Morgan (en inglés: Morgan Township) es un municipio ubicado en el condado de Traill en el estado estadounidense de Dakota del Norte. En el año 2010 tenía una población de 91 habitantes y una densidad poblacional de 0,98 personas por km².

## Geografía
El municipio de Morgan se encuentra ubicado en las coordenadas 47°37′43″N 97°16′57″O / 47.62861, -97.28250. Según la Oficina del Censo de los Estados Unidos, el municipio tiene una superficie total de 93.07 km², de la cual 93,07 km² corresponden a tierra firme y (0 %) 0 km² es agua.

## Demografía
Según el censo de 2010, había 91 personas residiendo en el municipio de Morgan. La densidad de población era de 0,98 hab./km². De los 91 habitantes, el municipio de Morgan estaba compuesto por el 98,9 % blancos, el 1,1 % eran amerindios. Del total de la población el 0 % eran hispanos o latinos de cualquier raza.